# 5841 Stone
5841 Stone è un asteroide della fascia principale. Scoperto nel 1982, presenta un'orbita caratterizzata da un semiasse maggiore pari a 1,9258875 UA e da un'eccentricità di 0,1046136, inclinata di 20,09294° rispetto all'eclittica.